# ASKY航空
ASKY航空もしくはアスキー航空（ASKY Airlines）はトーゴのロメを拠点とし旅客運送を行う航空会社である。西アフリカ諸国の政府が主導し設立した。主に西アフリカ、中央アフリカに就航している。

## 歴史

### 設立
同地域には同じように西アフリカ諸国主導で運営していたエール・アフリックがあったが、2002年に破産。それ以後西アフリカ諸国、中央アフリカ諸国の地域間移動が極めて難しくなっていた。2004年1月10日、西アフリカ諸国経済共同体（ECOWAS）と西アフリカ経済通貨同盟 (UEMOA) の会議がニジェールのニアメで行われ、その中で新しい民間の航空会社を設立することが決められた。
2005年9月に航空会社設立の準備組織（SPCAR）が立ち上げられ、市場調査などを行いながら金融的、戦略的パートナーを模索した。2007年11月にASKY航空として登記され、2008年1月17日に新しい国際航空会社設立に向けての会議がブルキナファソのワグドゥグーにて行われ、株式の80%を民間投資家へ、残りの20%を公的な金融組織が保有することが決められた。その後、エチオピア航空が最初の5年間の技術的、戦略的なパートナーとして決定し、株式の40%をエチオピア航空が保有することとなった。

## 就航路線

ASKYの就航路線図

| 国/地域              | 就航都市                               |
| アフリカ             | アフリカ                               |
| -------------------- | -------------------------------------- |
| トーゴ               | ロメ（ハブ空港）                       |
| エチオピア           | アディスアベバ（焦点空港）             |
| ガーナ               | アクラ                                 |
| シエラレオネ         | フリータウン                           |
| マリ                 | バマコ                                 |
| リベリア             | モンロビア                             |
| ケニア               | ナイロビ                               |
| ギニアビサウ         | ビサウ                                 |
| チャド               | ンジャメナ                             |
| ニジェール           | ニアメ                                 |
| カメルーン           | ヤウンデ、ドゥアラ                     |
| コンゴ共和国         | ポアントノアール、ブラザビル           |
| 赤道ギニア           | マラボ                                 |
| ブルキナファソ       | ワガドゥグー                           |
| アンゴラ             | クアトロ・デ・フェベレイロ             |
| 中央アフリカ         | バンギ                                 |
| カーボベルデ         | プライア                               |
| モーリタニア         | ヌアクショット                         |
| ナイジェリア         | ラゴス、アブジャ                       |
| サントメ・プリンシペ | サントメ                               |
| コートジボワール     | アビジャン                             |
| ベナン               | コトヌー                               |
| コンゴ民主共和国     | キンシャサ                             |
| ギニア               | コナクリ                               |
| ガンビア             | バンジュール                           |
| ガボン               | リーブルヴィル                         |
| 南アフリカ共和国     | ヨハネスブルグ                         |
| セネガル             | ダカール                               |
| 北米                 |                                        |
| アメリカ合衆国       | ニューヨーク/JFK、ダラス、ニューアーク |

### 提携
ASKYはアジスアベバを拠点としているエチオピア航空のネットワークを利用している。また、エチオピア航空のロメから就航しているブラジル便も利用できる。

## 保有機材
| 機材               | 保有数 | 発注数 | 座席数 | 座席数 | 座席数 | 備考           |
| 機材               | 保有数 | 発注数 | C      | Y      | 計     | 備考           |
| ------------------ | ------ | ------ | ------ | ------ | ------ | -------------- |
| ボーイング737-700  | 1      |        | 16     | 99     | 115    |                |
| ボーイング737-800  | 9      |        | 16     | 138    | 154    |                |
| ボーイング737MAX-8 | 5      |        | 16     | 144    | 160    | 2023年から導入 |

### 過去の保有機材
- デ・ハビランド・カナダ DHC-8-400（6機）